# 歌伴合唱團

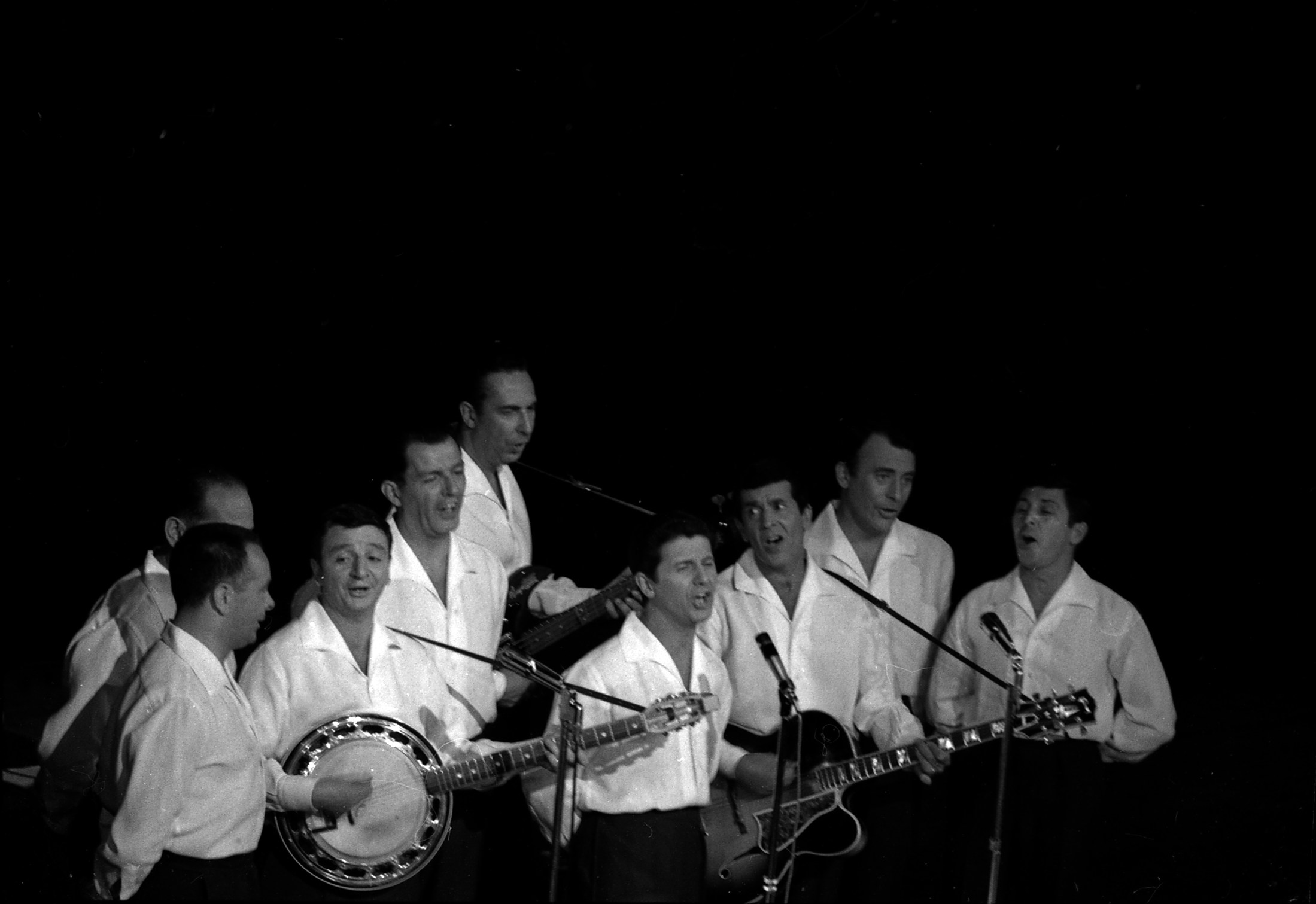
02.06.1965

歌伴合唱團（Les Compagnons de la chanson）是一個在二戰期間成立的、源自法國里昂的法國合唱團。在1946年前，此團是「樂伴合唱團」（Compagnons de la musique）的一部份。
歌伴合唱團的成員在1952年時在巴黎遇見了艾迪特·皮雅芙，並錄製了《Les trois cloches》這首在1945年時由讓‧維拉‧吉爾（Jean Villard Gilles）與馬克‧赫蘭（Marc Herrand）所作的法語歌曲。
歌伴合唱團唱的一些歌曲如《Tom Dooley》、《Kalinka》和前述的《Les trois cloches》的重命名版本等曾創下很好的銷售紀錄，後者曾在1959年時在英國單曲排行榜上排行第二十一。
歌伴合唱團錄製了350張的黑膠唱片且每年進行約300場的音樂會。他們最後一次的音樂會是在1985年的時候舉辦的。

## 成員名單
以下為其成員名單、生卒年及歌聲的音域等資訊：
- Jo Frachon (1919年-1992年)，男低音；
- Guy Bourguignon (1920年-1969年)，男低音；
- Jean Broussolle (1920年-1984年)，男中音；
- Jean-Louis Jaubert (1920年-)，男低音；
- Hubert Lancelot (1923年-1995年)，男中音；
- Fred Mella (1924年-)，男高音；
- Jean-Pierre Calvet (1925年-1989年)，男高音；
- René Mella (1926年-)，男高音；
- Gérard Sabbat (1926年-2013年)，男中音。

## 參照
1. ↑  Roberts, David.  19th. London: Guinness World Records Limited. 2006: 117. ISBN 1-904994-10-5.

## 外部連結
- 官方網站